# Pinus roxburghii
Pinus roxburghii är en tallväxtart som beskrevs av Charles Sprague Sargent. Pinus roxburghii ingår i släktet tallar, och familjen tallväxter. IUCN kategoriserar arten globalt som livskraftig. Inga underarter finns listade i Catalogue of Life.

## Bildgalleri

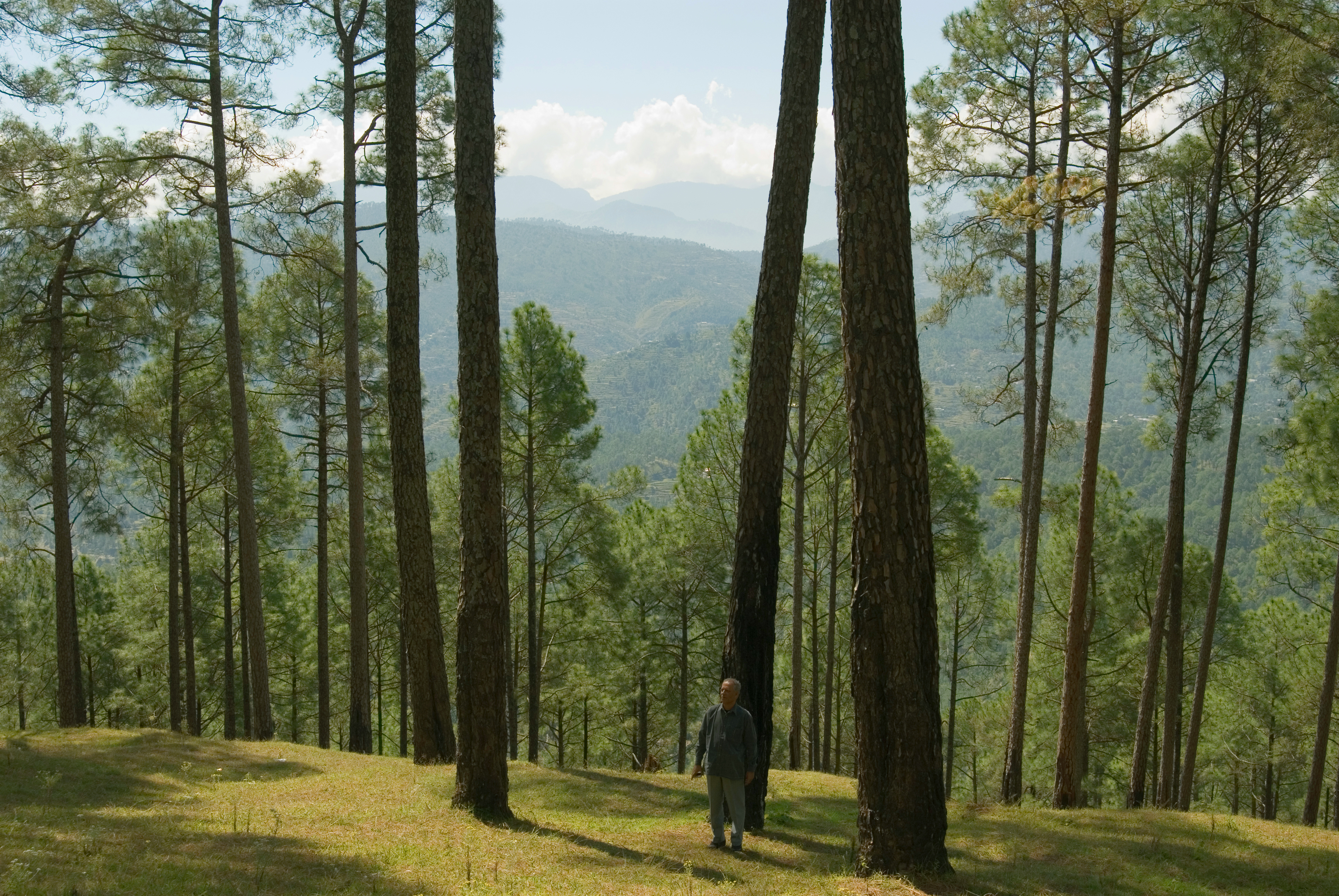
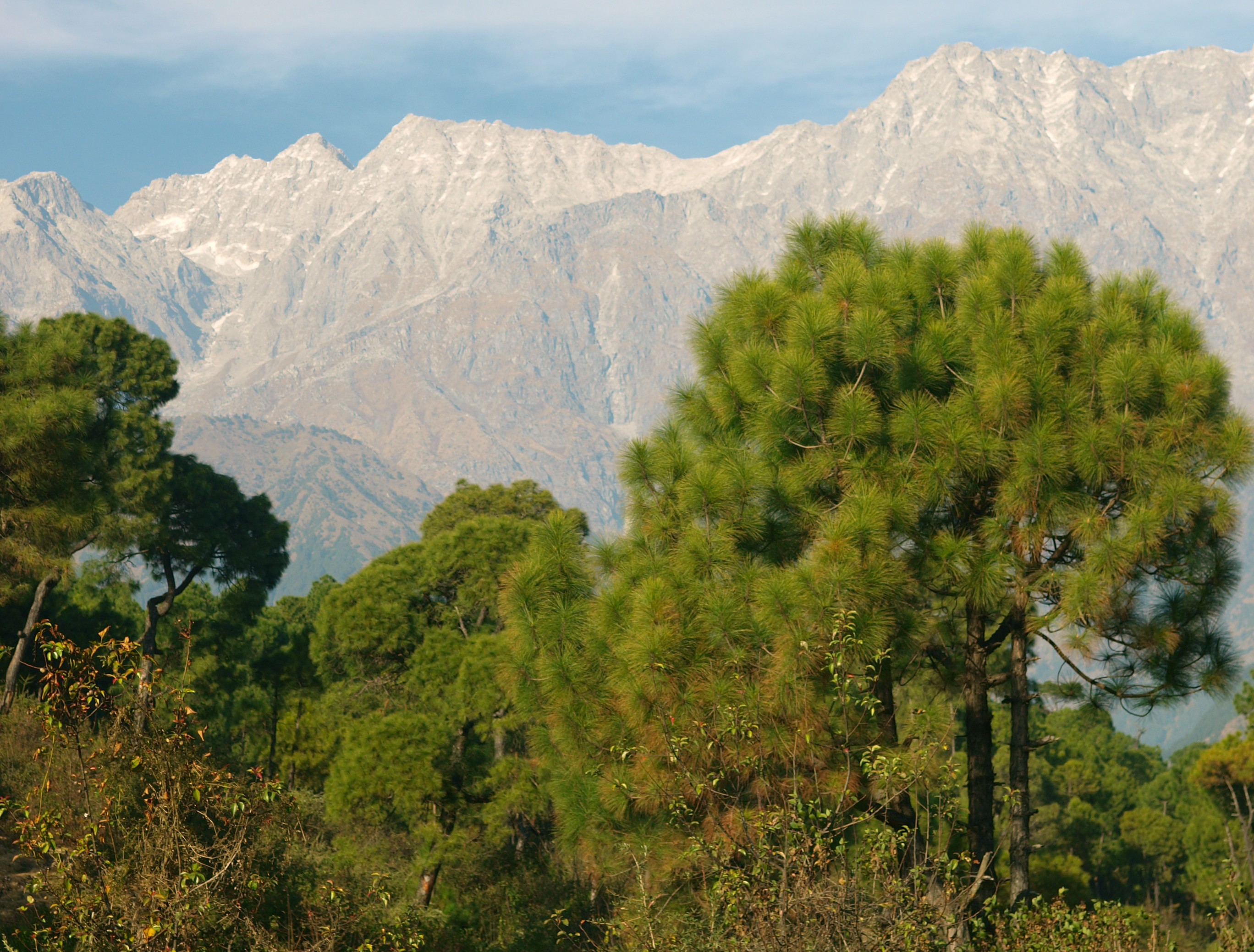
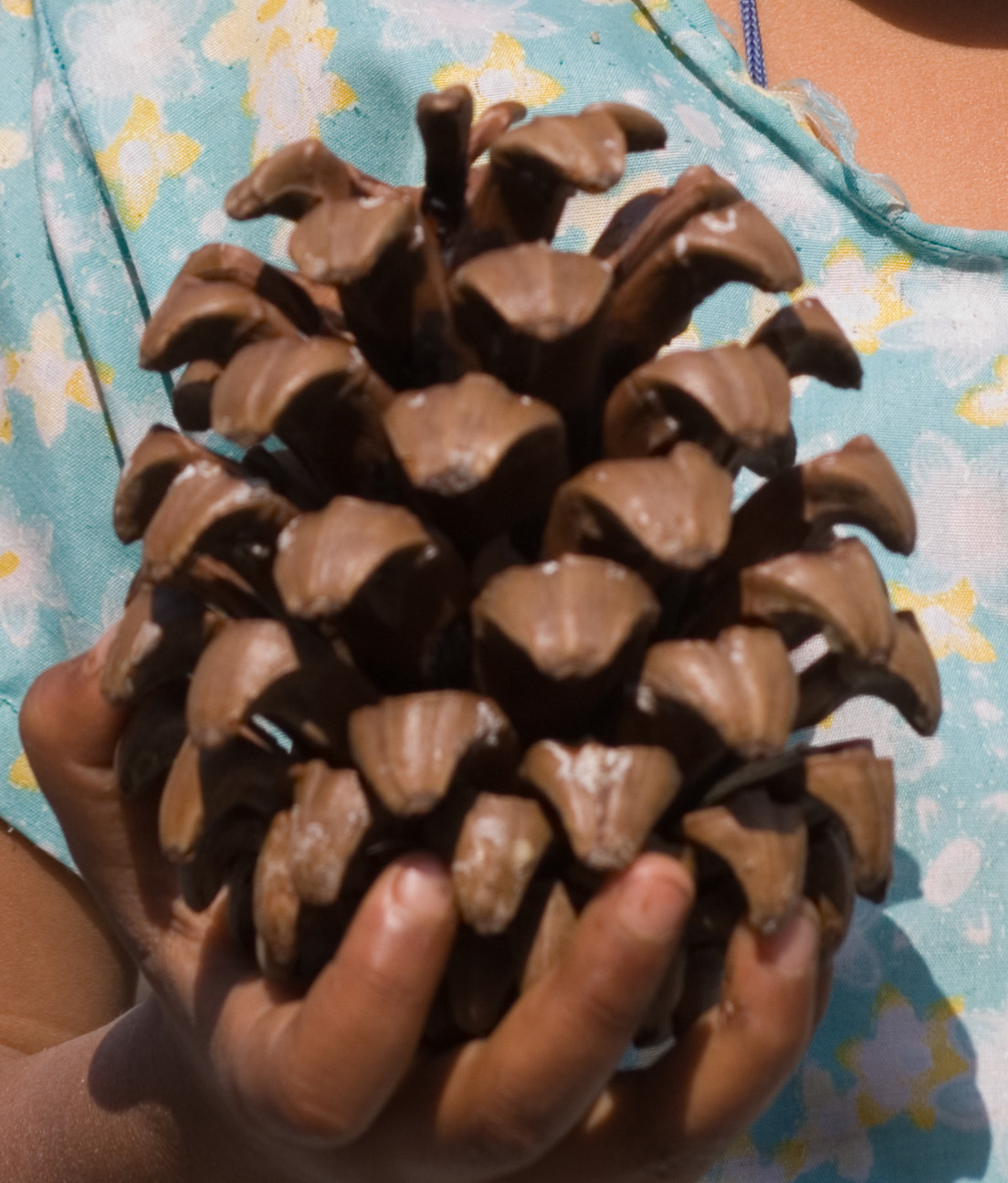
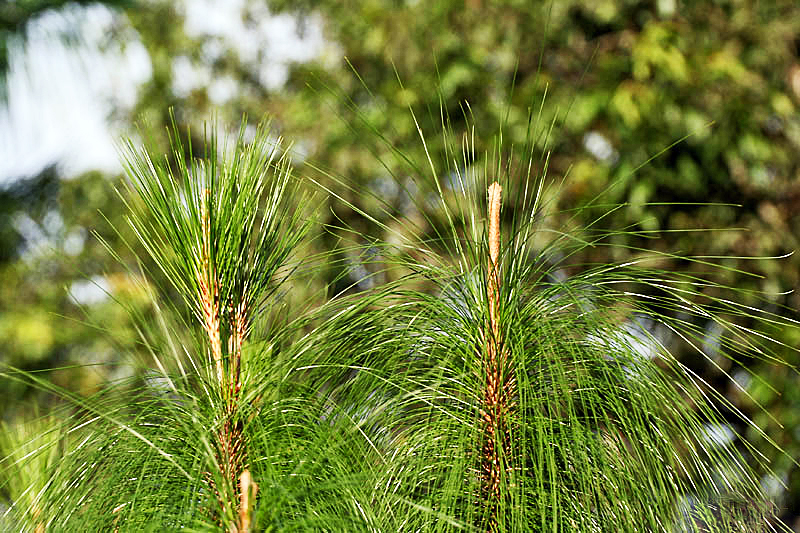
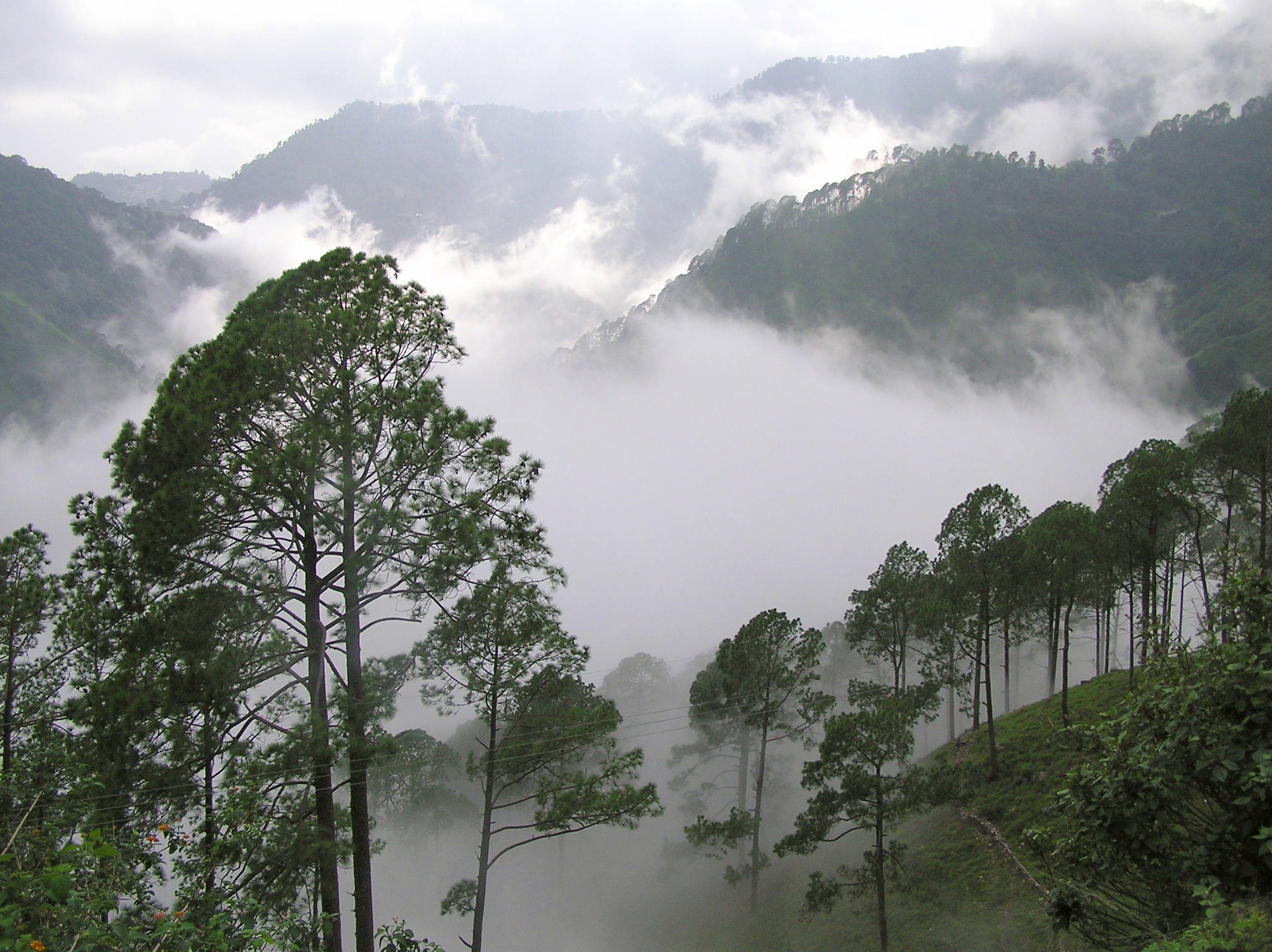
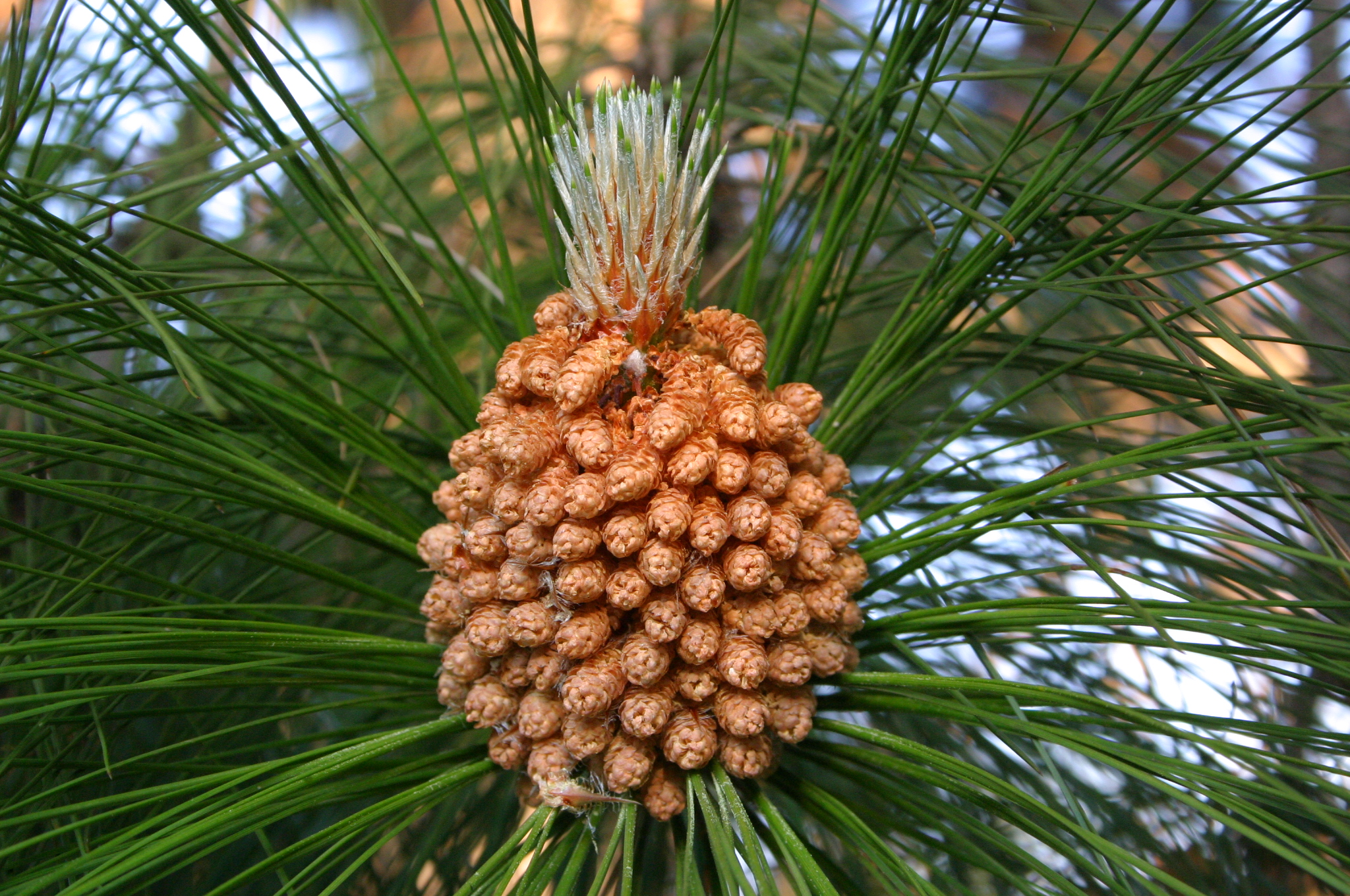